# Bernhard Gradner

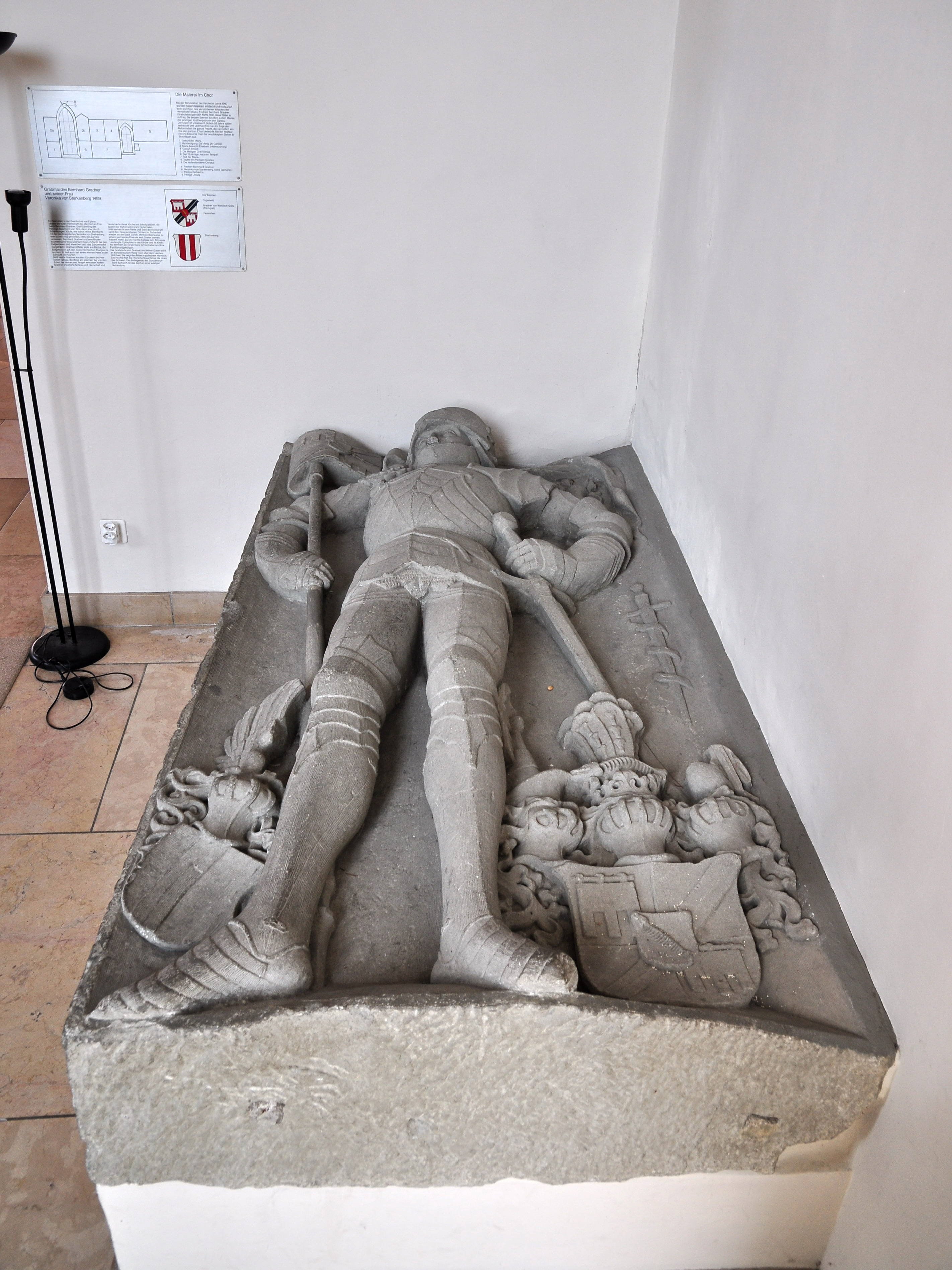
Reformierte Kirche Eglisau: Grabmal des Bernhard Gradner von Windisch-Grätz und seiner Frau Veronika von Starkenberg, Steinbildhauerarbeit in Molassesandstein

Bernhard Gradner von Windisch-Grätz; († 1489 in Eglisau) war ein Freiherr aus der Steiermark, dann Herr über Eglisau am Hochrhein.

## Leben
Die politische Karriere des steirischen Freiherrn Bernhard Gradner begann als Gefolgsmann des österreichischen Herzogs Sigismund von Tirol († 1496). Durch Schenkungen und Kauf sowie die Heirat mit Veronika von Starkenberg gelang es Gradner mit Erfolg, seine Machtbasis zu vergrößern. 1456 entzweite sich der Freiherr mit seinem Landesherrn, Gradner floh zu den Schweizer Eidgenossen, wo er das Zürcher Bürgerrecht erwarb. Er unterstützte die Schweizer bei der Eroberung des habsburgischen Thurgau. 1460 drohte er den Fischteich der Burg Sonnenberg abzulassen. Er erwarb 1463 von der Stadt Zürich die Burg und Herrschaft Eglisau und kämpfte auf Schweizer Seite in der Schlacht bei Murten 1476 gegen den burgundischen Herzog Karl den Kühnen.
Die Herrschaft Eglisau war eine Hinterlassenschaft der Herren von Tengen. Gradner erweiterte die Herrschaft (Dörfer im Rafzerfeld), baute das Schloss Eglisau (1810 abgebrochen) aus und verschönerte die Eglisauer Pfarrkirche (Schnitzaltäre). Am 17. Januar 1489 verkaufen der Junker Symon von Aerzingen und seine Frau, geb. Truchseß von Hefingen an Michael Schwarzberer als bevollmächtigten Anwalt des Freiherrn Bernhard Gradner zu Eglisau zwölf Mutt Kernen und zehn Gulden ewiges Gült Schaffhauser Münze von ihrer Mühle zu Reuental und den Zehnten zu Ofteringen um 356 rheinische Gulden. 1489 starb Gradner und wurde in der Eglisauer Kirche beigesetzt.
Das heute noch existierende Grabmal von Bernhard Gradner und dessen Ehefrau Veronika von Starkenberg hat einen hohen künstlerischen Rang, es zeigt einen Ritter mit Harnisch, Speerfahne und Schwert.
Nach Gradners Tod beauftragte dessen Neffe und Nachfolger einen unbekannten Maler, den Chor der Eglisauer Kirche auszuschmücken. Es entstand so eine Bilderfolge mit Szenen aus dem Leben der Gottesmutter Maria, angefangen bei ihrer Geburt, fortlaufend über Mariä Verkündigung und Heimsuchung, über die Geburt Jesu Christi, den Besuch der heiligen drei Könige bis hin zum Marientod. Am Hauptfenster des Chores sind Bernhard Gradner und Veronika von Starkenberg dargestellt.
Im Rahmen der Reformation wurden die Kirchenbilder 1533 teils zerstört, teils übertüncht, dann 1960 bei Restaurierungsarbeiten entdeckt und freigelegt.
Die Herrschaft Eglisau kam 1496 durch Verkauf wieder an die Stadt Zürich und wurde Sitz eines Zürcher Landvogtes.

## Hinweis
- Tafeln im Chor der Kirche von Eglisau